# یواس‌اس دلانگ (تی‌بی-۲۸)
یواس‌اس دلانگ (تی‌بی-۲۸) (به انگلیسی: USS DeLong (TB-28)) یک کشتی است که طول آن 175 ft (53.34 m) می‌باشد. این کشتی در سال ۱۹۰۰ ساخته شد.